# 周藩
周藩（15世紀—1555年5月24日），南直隸鳳陽府宿州人，明朝軍事人物。

## 生平
周藩由指揮中嘉靖十七年（1538年）的武進士，任職留守司署都指揮同知，二十九年（1550年）自安慶守備起用為南京大教場坐營管操官，再改官金山游擊。他個性忠直勇烈，騎射過人，在軍中不用扇子和火爐，與士兵同共甘苦，法令亦嚴格，三十四年（1555年）時和僉事董邦政與倭寇對戰，部下驚潰令他墮馬被殺於小港，朝廷追贈都督僉事，封鎮國將軍，人們都思慕他，稱其有古名將風。

## 引用
1. 1 2  光緒《宿州志·卷十九·人物志三》：周藩，宿州人，由指揮中嘉靖戊戌科武進士，陞留守司署都指揮同知，厯任安慶守備、南京坐營、金山游擊；忠直勇烈，騎射絕人，居軍中不扇不爐，與士卒共甘苦，而法令至嚴，嘗與倭寇戰，眾望風披靡，藩獨不避險危，竟以馬蹶死小港中，時痛惜之，贈都督僉事，封鎮國將軍，迄今里巷慕之，謂有古名將風。
2. ↑  《明世宗肅皇帝實錄·卷三百六十三》：（嘉靖二十九年七月乙未）起原任守備沙河城署都督僉事栾檠、寧夏副總兵陶希皋、寧夏遊擊施寬、安慶守備周藩為坐營管操官，檠殫忠效義營、希皋果勇營、寬效勇營、藩南京大教塲。
3. ↑  《明世宗肅皇帝實錄·卷四百二十二》：（嘉靖三十四年五月）戊戌原屯川沙窪倭賊獲突犯関港周浦車蒲等處，奪舟過浦分掠泗涇北簳山，僉事董邦政、遊擊周藩引兵追擊遇賊于唐行，我兵驚潰，藩被創死，軍士死傷者幾三百人，賊遂屯駐古塘橋，流刼崑山縣、石浦等鎮。